# Château des Agneaux
Le château des Agneaux est une ancienne demeure seigneuriale située à Ozoir-la-Ferrière, dans le département de Seine-et-Marne. Transformé en 1926 pour devenir le club-house de l’American Country Club, il constitue depuis le cœur du golf d’Ozoir-la-Ferrière.

## Localisation
Le domaine s’étend en lisière ouest de la forêt de Notre-Dame, à 25 km au sud-est de Paris, sur la RN 4.

## Histoire

### Des origines à la Révolution
Le lieu-dit « Les Agneaux » appartint dès le XIe siècle à l’abbaye de Saint-Maur-des-Fossés. Vers 1585, Guillaume Marchant transforme la ferme originelle en maison-forte entourée de fossés et munie d’un pont-levis.
Érigée en fief noble pour Laurent de Naberat (1627), la seigneurie passe ensuite aux familles de Montyon, Le Fèvre d’Ormesson et Feydeau.

### XVIIIe–XIXesiècles
En 1757, le capitaine Pierre Gréban de Suzy acquiert le domaine et décrit un ensemble doté de plusieurs pavillons, fossés en eau et longue avenue d’ormes.  
Sous le Premier Empire, le général Pierre-Auguste Hulin en est propriétaire ; le sénateur Placide Astier l’achète en 1903.

### L’«American Country Club» (1926-1940)
En 1925, l’éditeur américain Elmer Sidney Prather rachète la demeure. Deux parcours de golf tracés par Messieurs Hockey et Hamilton White sont inaugurés le 15 mars 1931.

### De 1940 auXXIesiècle
Occupé de 1940 à 1945 par l’armée allemande, puis loué à l’Association sportive du golf, le château est vendu en 1957 à la famille Bonnefoy et, depuis 1975, appartient à la S.C.I. SIMADA qui réunit les membres du club.
Le bâtiment principal sert de club-house, restaurant et lieu de réception pour le golf d’Ozoir-la-Ferrière.

## Architecture
Le corps de logis primitif, en brique et pierre, comprenait un pavillon central flanqué de deux tourelles. Aux XVIIe – XVIIIe siècles, des pavillons supplémentaires portent l’ensemble à huit travées, d’où une silhouette « en anneaux ».  
Les fossés, une pièce d’eau et le canal subsistent, ainsi que les dépendances agricoles de la ferme de la Bourbonderie.